# Chandra (rivière)

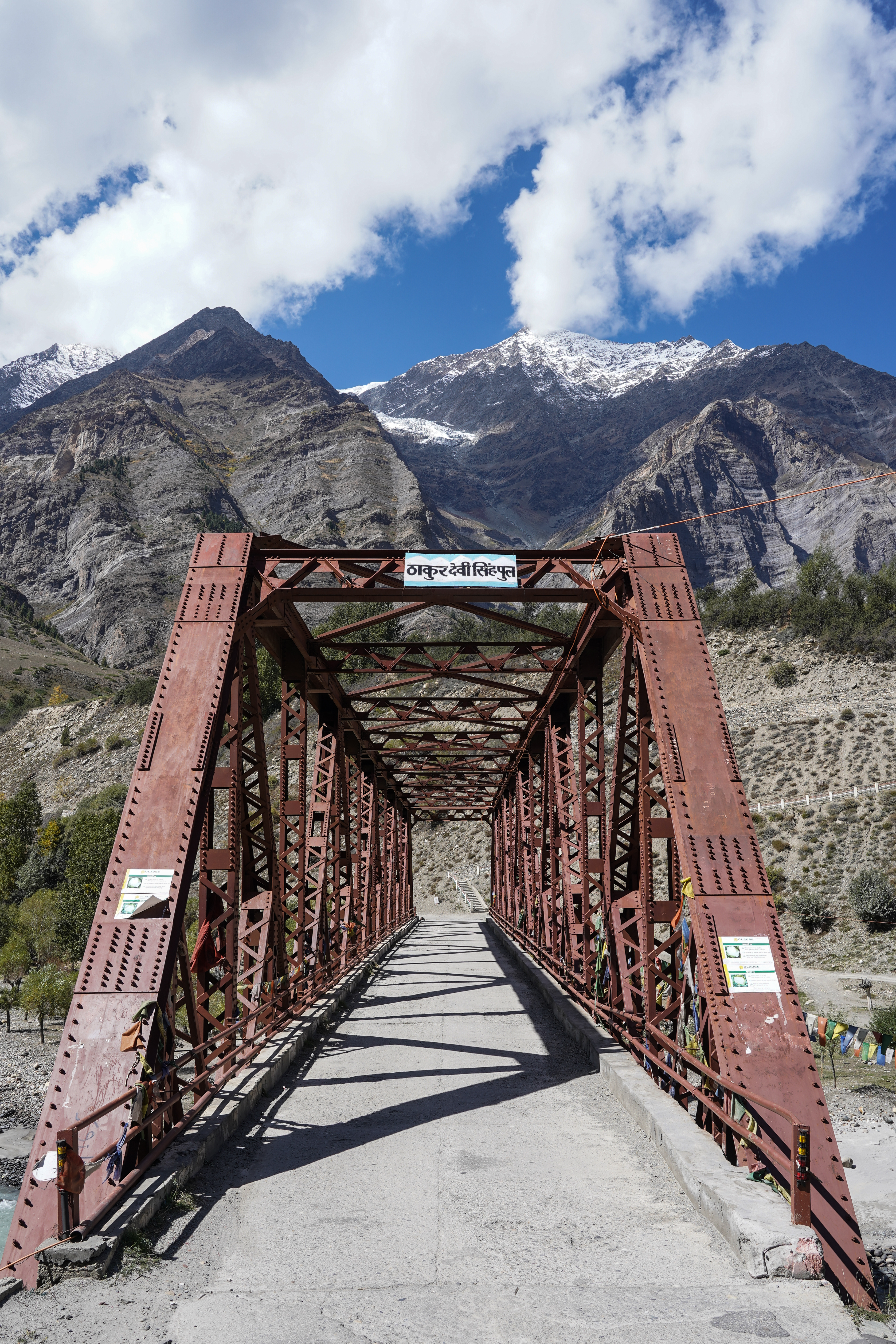
Pont au dessus du Chandra, à Tandi dans le district de Lahaul et Spiti. Octobre 2022.

Le Chandra est une rivière indienne d'une longueur de 150 km qui coule dans l'État de l'Himachal Pradesh. Il constitue la Chenab en confluant avec la Bhaga.